# Ranua
Ranua es un municipio de Finlandia en la región de la Laponia. Dispone de una superficie de 3694.45 km² de la cual 230.92 km² es de agua. La mejor atracción es su parque zoológico, donde puede encontrarse fauna ártica.

## Galería

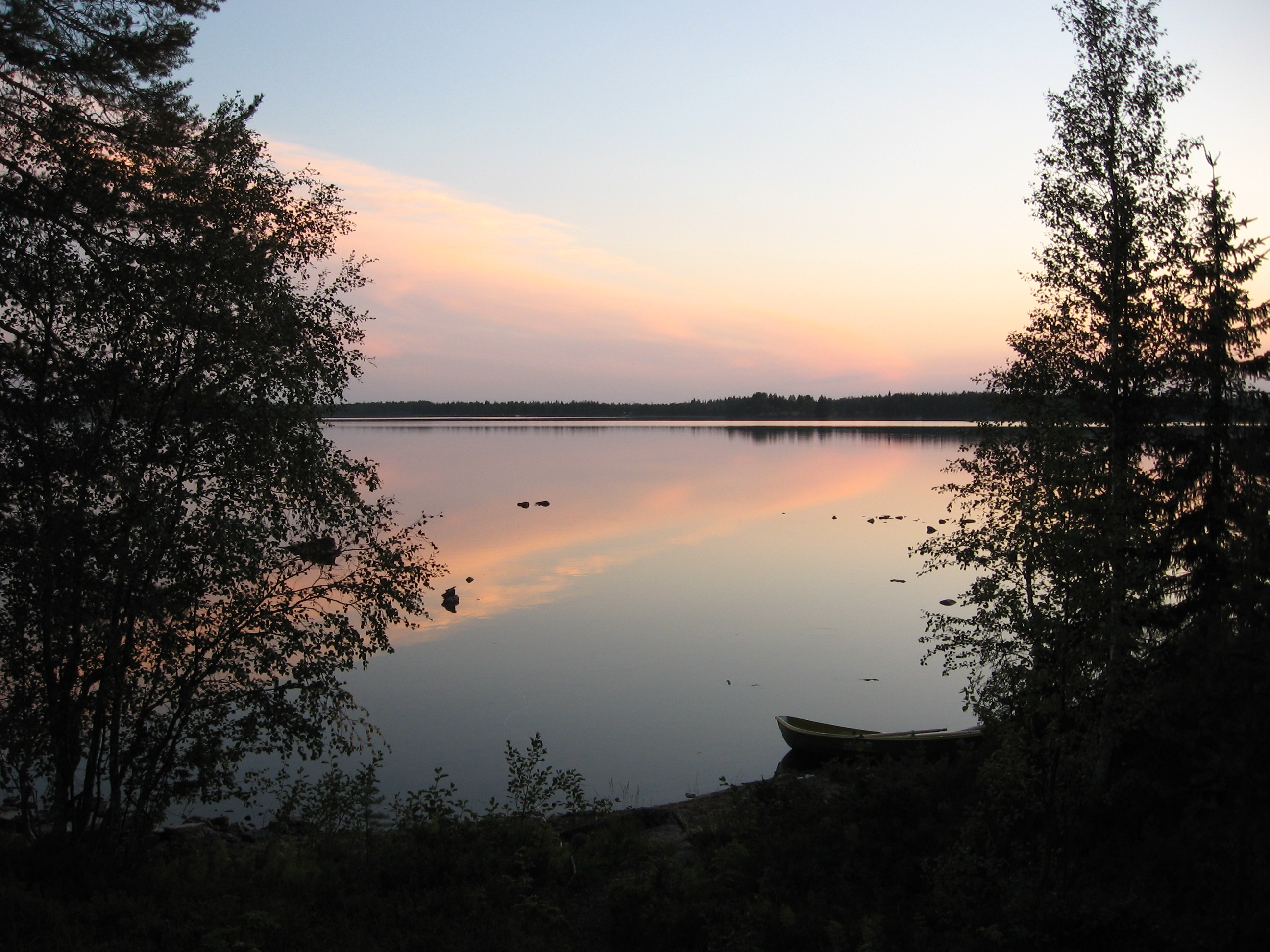
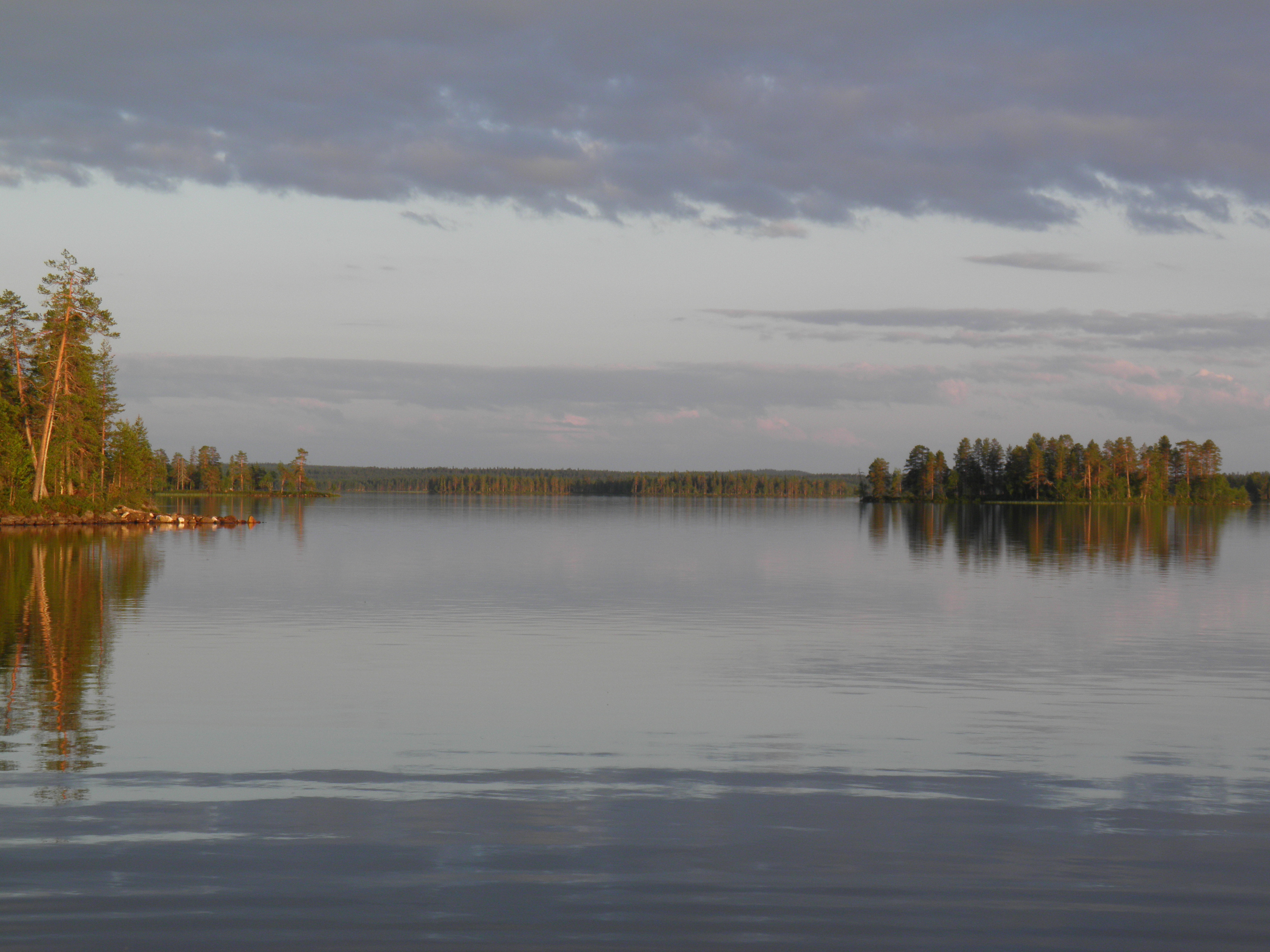
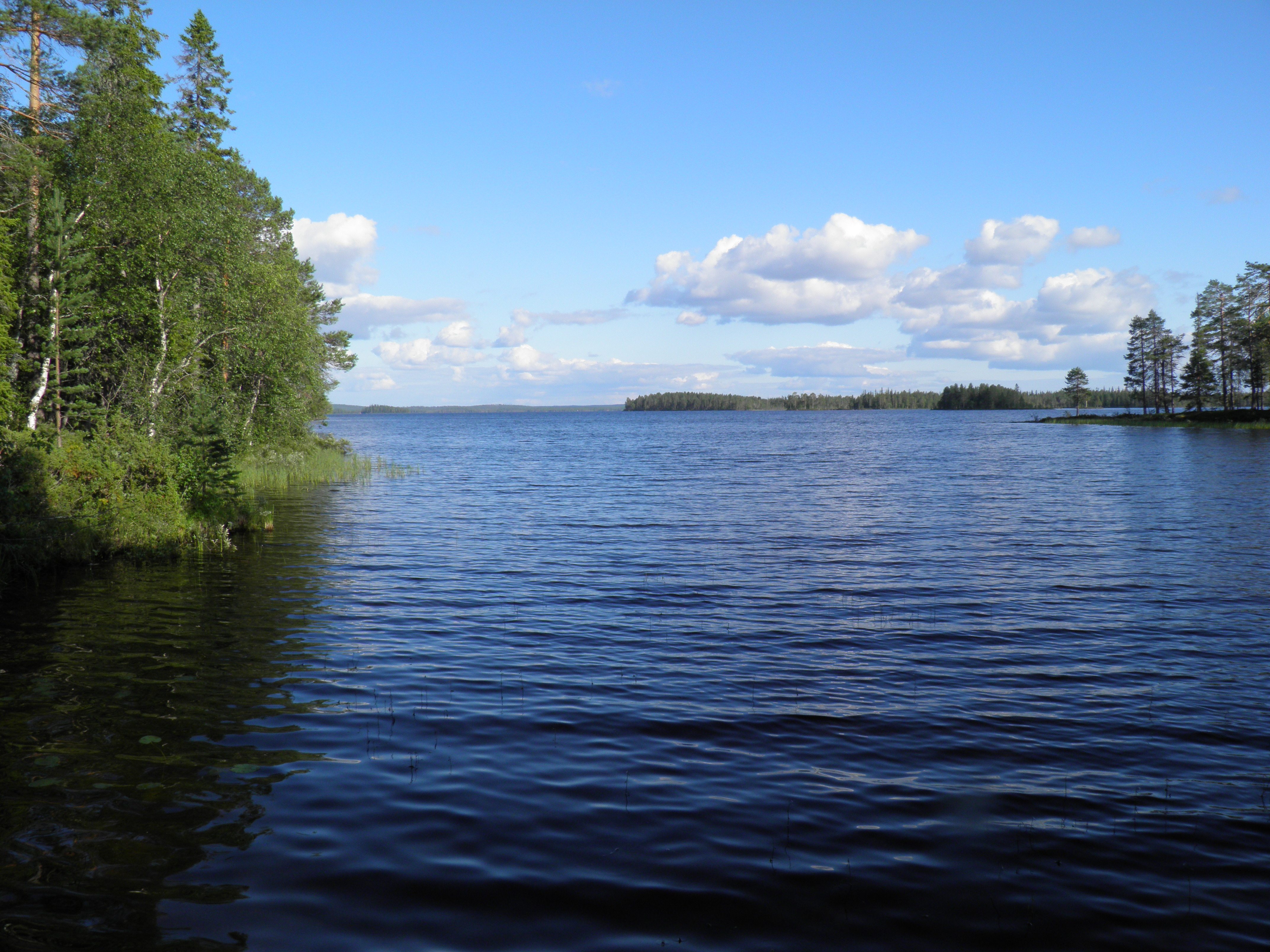
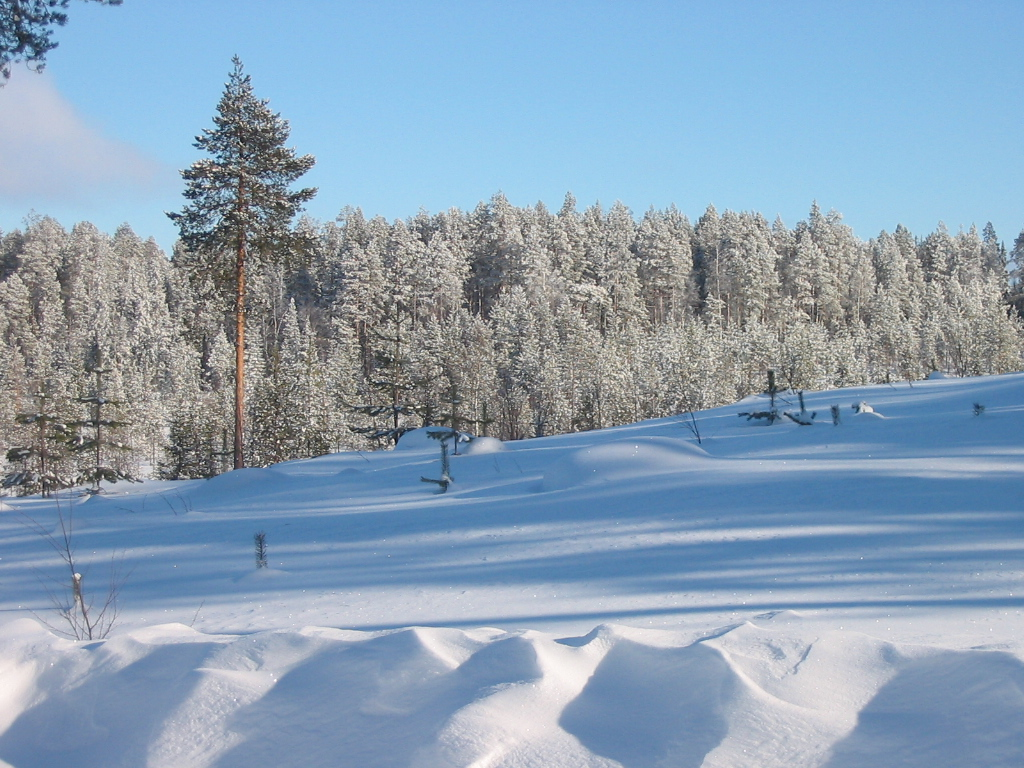

## Demografía
| Gráfica de evolución de Ranua entre 1917 y 2020 |
|                                                 |